# Halesus sachalinensis
Halesus sachalinensis är en nattsländeart som beskrevs av Martynov 1914. Halesus sachalinensis ingår i släktet Halesus och familjen husmasknattsländor. Inga underarter finns listade i Catalogue of Life.